# Asterotheca
Asterotheca é um gênero que datam do Permiano. Plantas vascularizadas sem sementes (samambaias ou fetos) e reprodução por esporos. Tinham folhas do tipo frondes. Viviam em ambientes úmidos e pantanosos. Foram abundantes no Permiano.

## Localização
No Brasil, o fóssil de espécie indefinida do gênero Asterotheca, foi localizado em diversos afloramentos da Bacia do Paraná de idade permiana, dentre eles no afloramento Morro Papaléo  no município de Mariana Pimentel. Estão na Formação Rio Bonito e datam  do Sakmariano, no Permiano.